# 美國職棒大聯盟單場滿貫砲數排行榜
在棒球比賽裡，滿貫全壘打是指在滿壘的情形下所敲出的全壘打，從而得到4分，而這也是一個打數裡面能得到最多分數的方法。截至目前為止，美國職棒大聯盟（MLB）史上共有13名球員單場雙響滿貫砲，最近的一次是華盛頓國民隊的喬許·威靈漢於2009年7月27日所擊出。目前無人在其生涯中達成兩次單場雙響滿貫砲，也沒有人完成單場三響以上的滿貫砲。托尼·拉澤里是在1936年5月24日代表紐約洋基隊出戰費城運動家隊時打出單場雙響滿貫跑，成為史上首位達成此一紀錄的球員。
所有完成單場雙響滿貫砲的球員，他們代表出戰的球隊都贏下了該場創紀錄的比賽。由於單場雙響滿貫砲是個出色的表現，因此這些比賽也同時創下其他美國職棒大聯盟單場比賽的紀錄：例如拉澤里除了單場雙響滿貫砲，更是單場三響砲、攻下十一分打點，創下美國聯盟新紀錄；費爾南多·塔蒂斯在1999年4月23日代表聖路易紅雀隊出戰洛杉磯道奇隊時，他在第三局裡就打出兩支滿貫砲，成為唯一一位單局雙響滿貫砲的球員，而且他還創下美國職棒大聯盟單局最多打點（八分）的紀錄。
東尼·克洛寧格是唯一一位單場打出雙響滿貫砲的投手，比爾·穆勒的單場雙響滿貫砲是左右開弓各一發，而吉姆·諾思魯普則在五、六兩局連續擊出滿貫全壘打。諾馬·賈西亞帕拉是唯一一位在主場完成雙響滿貫砲的球員，當時他代表波士頓紅襪隊在芬威球場出戰時所擊出。克洛寧格是所有擊出單場雙響滿貫砲的球員中，唯一一位生涯滿貫砲紀錄就是這兩發的球員；而羅賓·文圖拉則是這些球員中生涯滿貫砲紀錄（共18發）最多的球員。法蘭克·羅賓森同時也是500全壘打俱樂部的成員。
這些單場雙響滿貫砲的球員，有九人具有棒球名人堂的資格，其中兩人已名列其中（有一人在第一次票選中就被選上）。球員必須要至少有十年以上大聯盟資歷，並至少要在退休後五年或是逝世六個月後才有票選資格，這些要求讓仍在世且退休未滿五年的喬許·威靈漢尚未擁有票選資格，而未滿十年以上大聯盟資歷的吉姆·塔伯爾則是不具備被票選的資格。

## 球員

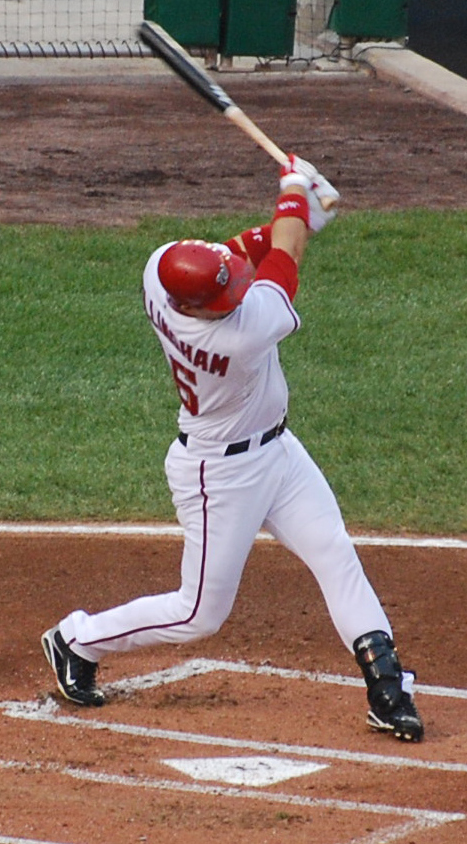
喬許·威靈漢是最近打出單場雙響滿貫砲的球員，他在2009年完成此項紀錄

| 球員         | 球員姓名                                           |
| 日期         | 單場雙響滿貫砲日期                                 |
| 球隊         | 球員打出雙響滿貫砲時所屬的球隊                     |
| 對手         | 被該球員打出雙響滿貫砲的球隊                       |
| 比分         | 該場比賽最終比數，打出雙響滿貫砲球員所屬的球隊在前 |
| 生涯滿貫砲數 | 該球員在美國職棒大聯盟生涯所打出的滿貫砲數         |
| †            | 棒球名人堂成員                                     |

| 球員            | 日期          | 球隊         | 對手             | 比分  | 生涯滿貫砲數 | 來源          |
| --------------- | ------------- | ------------ | ---------------- | ----- | ------------ | ------------- |
| 湯尼·拉澤里†    | 1936年5月24日 | 紐約洋基     | 費城運動家       | 25–2  | 8            | [ 14 ] [ 15 ] |
| 吉姆·塔伯爾     | 1939年7月4日  | 波士頓紅襪   | 費城運動家       | 18–12 | 7            | [ 16 ]        |
| 盧迪·約克       | 1946年7月27日 | 波士頓紅襪   | 聖路易布朗       | 13–6  | 12           | [ 17 ]        |
| 吉姆·簡泰爾     | 1961年5月9日  | 巴爾的摩金鶯 | 明尼蘇達雙城     | 13–5  | 6            | [ 18 ]        |
| 湯尼·克隆寧格   | 1966年7月3日  | 亞特蘭大勇士 | 舊金山巨人       | 17–3  | 2            | [ 19 ]        |
| 吉姆·諾思魯普   | 1968年6月24日 | 底特律老虎   | 克里夫蘭印地安人 | 14–3  | 8            | [ 20 ]        |
| 法蘭克·羅賓森†  | 1970年6月26日 | 巴爾的摩金鶯 | 華盛頓參議員     | 12–2  | 8            | [ 21 ] [ 22 ] |
| 羅賓·范圖拉     | 1995年9月4日  | 芝加哥白襪   | 德州遊騎兵       | 14–3  | 18           | [ 23 ]        |
| 克里斯·霍伊爾斯 | 1998年8月14日 | 巴爾的摩金鶯 | 克里夫蘭印地安人 | 15–3  | 8            | [ 24 ]        |
| 費爾南多·塔蒂斯 | 1999年4月23日 | 聖路易紅雀   | 洛杉磯道奇       | 12–5  | 8            | [ 25 ]        |
| 諾馬·賈西亞帕拉 | 1999年5月10日 | 波士頓紅襪   | 西雅圖水手       | 12–4  | 7            | [ 26 ]        |
| 比爾·米爾勒     | 2003年7月29日 | 波士頓紅襪   | 德州遊騎兵       | 14–7  | 4            | [ 27 ]        |
| 喬許·威靈漢     | 2009年7月27日 | 華盛頓國民   | 密爾瓦基釀酒人   | 14–6  | 6            | [ 28 ]        |